# Meilenstein (Band)
Meilenstein ist eine österreichische Partyschlagerband.

## Bandgeschichte
Gegründet wurde die Band 2002 von Helmut „Heli“ Brunner, Charly Höfer, Stefan Konrad und Martin „Rick“ Rosenberger.
Der bekannteste Song der aktuell fünfköpfigen Band ist bis heute Christin, der 2008 als Single beim  Ötztaler Label VM Records erschien und über MCP Sound & Media mit Sitz in  Mittenwald vertrieben wurde. Der Titel, der auf beiden Alben der Band vertreten ist, erschien 2011 beim Stammlabel HomeRun Music in einer weiteren Singlefassung und ist auch auf Schlagersamplern enthalten. Das bei Major Babies 2011 veröffentlichte Debütalbum mit dem Titel Gib mir deine Liebe stieg im Juni 2011 in die österreichischen Albumcharts auf Platz 10 ein.
2014 wurde die Single Hey Leute das ist schön! (HomeRun Music) aufgenommen, welche beim Wolfsberger AC bei einem Ball in den Maschen erklingt. 
Noch bei der Aufnahme der Single Wovon ich träume im Jahr 2015 spielte die Band mit Sigi Obereder am zweiten Keyboard in Sechserbesetzung. Das 2017 veröffentlichte zweite Album Na na verlorene Liebe entstand in Fünferbesetzung und stieg im August 2017 auf Platz 15 in die österreichischen Albumcharts ein, wo es eine Woche lang auf Platz 14 seine Bestplatzierung hatte.
Meilenstein treten neben kleineren Volksfesten auch auf bekannteren Veranstaltungen auf und waren beispielsweise bei der Wiener Wiesn, als Headliner beim Donauinselfest und beim Schweizer Musi Open Air zu sehen. In der ORF-Reihe Wenn die Musi spielt hatten sie bislang 2011, 2012 und 2015 Auftritte.

## Diskografie
Alben
- 2011: Gib mir deine Liebe (Major Babies)
- 2017: Na na verlorene Liebe (HomeRun Music)

Singles
- 2008: Christin (VM Records/MCP Sound & Media)
- 2011: Gib mir deine Liebe (HomeRun Music)
- 2011: Christin (HomeRun Music)
- 2012: Es gibt keinen (HomeRun Music)
- 2012: Weil ich Dich liebe (HomeRun Music)
- 2013: Männer wie wir (HomeRun Music)
- 2014: Hey Leute das ist schön! (HomeRun Music)
- 2014: So wie Du bist (HomeRun Music)
- 2015: Wovon ich träume (HomeRun Music)
- 2017: Hey, ich lieb dich doch (HomeRun Music)
- 2017: Was hab ich davon? (HomeRun Music)

Kompilationsbeiträge
- 2008: Christin auf Tollhaus Joker 09 (Universal Music Austria)
- 2009: Christin auf Schlager Fox Party (Eurotrend (MCP Sound & Media))
- 2011: Weil ich Dich liebe auf Tollhaus Joker 21 (Universal Music Austria)
- 2013: Oberkörper frei auf Tollhaus Joker 24 (Universal Music Austria)
- 2015: Christin auf 50 Hits Schlager Party (Eurotrend (MCP Sound & Media))
- 2015: Christin auf Schlager Disco Fox – 20 Hits im Discofox (MCP Sound & Media)